# Specials
Specials – pierwszy album brytyjskiego zespołu ska The Specials. Został nagrany TW Studios (Londyn) latem 1979 roku. Ukazał się na rynku we wrześniu tego samego roku nakładem własnej wytwórni zespołu 2 Tone Records. Producentem płyty był Elvis Costello. Album zajął 4 miejsce na brytyjskiej liście przebojów. Jest to klasyczna pozycja drugiej fali ska nazywanej "erą 2 Tone".
Na płycie znalazło się kilka coverów klasyków jamajskiego ska i reggae: "A Message to You, Rudy" Lee "Scratch" Perrego i Dandego Livingstonea (pierwotnie wydana w 1967 roku), "Monkey Man" Toots & the Maytals (pierwotnie wydana w 1969 roku), "Too Hot" Prince Bustera (pierwotnie wydana w 1966 roku), "You're Wondering Now" The Skatalites (pierwotnie wydana w 1964 roku).
W utworze "Nite Klub" na drugim wokalu wystąpiła wokalistka i gitarzystka amerykańskiego zespołu The Pretenders - Chrissie Hynde.
W wersjach: niemieckiej (Ariola - 1979 r.), z krajach Beneluxu (Ariola Benelux - 1979 r.), szwedzkiej (Chrysalis - 1979 r.), amerykańskiej (Chrysalis - 1979 r.), kanadyjskiej (Chrysalis - 1979 r.), greckiej (Phonogram - 1980 r.), dodano utwór "Gangsters".
W wersji japońskiej (2 Tone Records - 1979 r.) dodano utwory "Rat Race" (Roddy Radiation),	
"Rude Boys Outa Jail" (Staples/Golding), oraz "Gangsters" (Dammers/The Specials).
W remasterowanej wersji CD z 2002 roku (EMI) dodano teledyski do utworów "Gangsters" i "Too Much Too Young".

## Spis utworów

### Strona A
1. "A Message to You, Rudy" 	2:53 (Perry,Livingstone)
2. "Do the Dog" 2:09 (Rufus Thomas)
3. "It's Up to You" 3:25 (Dammers/The Specials)
4. "Nite Klub" 	3:23 (Dammers/The Specials)
5. "Doesn't Make It Alright" 3:26 (Dammers/Goldberg)
6. "Concrete Jungle" 3:18 (Roddy Radiation)
7. "Too Hot" 	3:09 (Campbell)

### Strona B
1. "Monkey Man" 2:46 (Toots Hibbert)
2. "(Dawning of A) New Era" 2:25 (Dammers)
3. "Blank Expression" 	2:43 (Dammers/The Specials)
4. "Stupid Marriage" 3:50 (Dammers/Harrison,Staple)
5. "Too Much Too Young" 6:07 (Dammers)
6. "Little Bitch" 2:32 (Dammers)
7. "You're Wondering Now" 2:36 (Seymour)

Czas nagrania 45 minut i 11 sekund.

### Strona A
1. "A Message to You, Rudy" (Perry/Livingstone)
2. "Do the Dog" (Rufus Thomas)
3. "It's Up to You" (Dammers/The Specials)
4. "Nite Klub" (Dammers/The Specials)
5. "Doesn't Make It Alright" (Dammers/Goldberg)
6. "Concrete Jungle" (Roddy Radiation)
7. "Too Hot" (Campbell)
8. "Rat Race" (Roddy Radiation)
9. "Rude Boys Outa Jail" (Staples/Golding)

### Strona B
1. "Monkey Man" (Toots Hibbert)
2. "(Dawning of A) New Era" (Dammers)
3. "Blank Expression" (Dammers/The Specials)
4. "Stupid Marriage" (Dammers/Harrison/Staple)
5. "Too Much Too Young" (Dammers)
6. "Little Bitch" (Dammers)
7. "You're Wondering Now" (Seymour)
8. "Gangsters" (Dammers/|The Specials)

## Single z albumu
- "Gangsters" (1979) UK # 6
- "A Message To You, Rudy" (1979) UK # 10

## Muzycy
- Terry Hall - wokal
- Neville Staple - wokal
- Lynval Golding - gitara rytmiczna, wokal
- Roddy Radiation - gitara prowadząca, wokal (6)
- Jerry Dammers - klawisze
- Sir Horace Gentleman - bas
- John Bradbury - perkusja
- Chrissie Hynde - wokal (4)
- Rico Rodriguez - puzon
- Dick Cuthell - trąbka